# Rustemburgita
La rustemburgita es un mineral de la clase de los minerales elementos. Fue descubierta en 1975 en la mina Rustenburg de la localidad de Rustemburgo, en la provincia del Noroeste (Sudáfrica), siendo nombrada así por el nombre de la mina y localidad. Un sinónimo es su clave: IMA1974-040.

## Características químicas
Es una aleación de metales de estaño con platino. Además de los elementos de su fórmula, suele llevar como impureza paladio.
Isoestructural con la atokita (Pd3Sn), mineral que también cristaliza en el sistema cristalino cúbico y con el que forma una serie de solución sólida, en la que la sustitución gradual del platino por paladio va dando los distintos minerales o variedades de la serie.

## Formación y yacimientos
Aparece de forma muy escasa, en forma de concentrados de granos del mineral. Se forma en rocas ígneas.
Suele encontrarse asociado a otros minerales como: atokita, teluriuros del platino, moncheíta, pirrotita o pentlandita.

## Usos
A pesar de su rareza es buscada y extraída en las minas por su alto contenido del metal precioso platino.